# Elizabeth Ryanová
Elizabeth Montague „Bunny“ Ryanová (5. února 1892, Anaheim – 6. července 1979, Londýn) byla americká tenistka, žijící po většinu života v Británii (rodina se do Británie přestěhovala v jejích dvanácti letech). Získala 26 grandlamových titulů. Vyhrála ženskou čtyřhru na Wimbledonu v letech 1914, 1919, 1920, 1921, 1922, 1923, 1925, 1926, 1927, 1930, 1933 a 1934, wimbledonský mix v letech 1919, 1921, 1923, 1927, 1928, 1930, 1932. Pařížský ženský debl ovládla čtyřikrát (1930, 1932, 1933, 1934) a jednou newyorský (1926). V New Yorku přidala dva tituly v mixu (1926, 1933). I přes tuto unikátní bilanci nemá kariérní grand slam, protože se nikdy nezúčastnila australského mistrovství. Ve dvouhře byly jejími největšími grandslamovými úspěchy finále v All England Clubu (1921, 1930) a na US Open (1926).
Její nejčastější deblovou partnerkou byla francouzská tenistka Suzanne Lenglenová, vyhrály spolu šest londýnských finále. Spolu ve Wimbledonu nikdy neprohrály žádný zápas, jejich bilance je 31 výher, žádná prohra. S další Francouzskou Simonne Mathieuovou se podělily o čtyři grandslamové tituly, čtyřikrát jí k triumfu dopomohla rovněž krajanka Helen Willsová. Zbylé tři získala po boku Agnes Mortonové, Mary Browneové a Eleanor Gossové. V mixu zdvihla třikrát pohár nad hlavu s Britem Randolphem Lycettem, o zbylých šest titulů se podělila s Jeanem Borotrou, Frankem Hunterem, Patrickem Spencem, Jackem Crawfordem, Enrique Maierem a Ellsworthem Vinesem.
V roce 1972 byla uvedena do Mezinárodní tenisové síně slávy. Za celou svou kariéru vyhrála 659 turnajů. Na Wimbledonu drží doposavad rekord v počtu titulů v ženské (12) i smíšené čtyřhře (7). V ženské čtyřhře dělí její první (1914) a poslední titul (1934) plných dvacet let. Ve Wimbledonu vyhrála 190 zápasů, v čemž ji překonaly jen Billie Jean Kingová a Martina Navrátilová. V ženské čtyřhře je její wimbledonská bilance zcela unikátní: 73 výher a jen 4 prohry za celou kariéru. Osudová spjatost s wimbledonským dvorcem ji provázela až do konce života, neboť přímo na něm v roce 1979 zemřela, zkolabovala na toaletě během finále mužské dvouhry. Skonala den předtím, než Billie Jean Kingová překonala její rekord v počtu vyhraných utkání na londýnské trávě. Podle Kingové to nebyla náhoda, nepřála si prý překonání svého rekordu dožít.
Bývá považována za vynálezkyni stylu založeného na úderech z voleje. Před ní takřka všechny hráčky preferovaly úder od základní čáry až po dopadu míčku na zem. Právě to jí také dodalo mimořádnou zbraň pro hru ve čtyřech.